# Верзен
Верзе́н (перс. ورزن‎) — село на севере Ирана, в остане Альборз. Входит в состав шахрестана Кередж. Является частью дехестана (сельского округа) Адеран бахша Асара.

## География
Село находится в восточной части Альборза, в горной местности южной части Эльбурса, на расстоянии приблизительно 22 километров к северо-востоку от Кереджа, административного центра провинции. Абсолютная высота — 2556 метров над уровнем моря.

## Население
По данным переписи 2006 года население села составляло 287 человек (153 мужчины и 134 женщины). В Верзене насчитывалось 83 домохозяйства. Уровень грамотности населения составлял 81,18 %. Уровень грамотности среди мужчин составлял 84,31 %, среди женщин — 77,61 %.